# Skolgatan, Göteborg
Skolgatan är en gata i stadsdelen Haga i Göteborg. Gatan sträcker sig cirka 400 meter mellan Södra Allégatan 7 och Skanstorget 13. Namnet Skolgatan fastställdes 1852. Efter en sjöman som bodde vid gatan, hette den 1789 Sjömansgatan. Tillsammans med tio andra gator, tillhör Skolgatan de allra äldsta i Haga, med sitt ursprung från 1798.
Namnet Skolgatan kommer av, att en filial till Willinska skolan (namn efter prästen Johan Willin, vid Stampgatan 32, revs 1972), startade här 1817 med namnet Östra Hagaskolan. En lancastersal byggdes till 1827. Skolhusen köptes av Göteborgs stad 1845 för Allmänna folkskolan. Skolan utvidgades i början av 1860-talet och ett nytt skolhus i sten uppfördes 1897. 
På Skolgatan 35 intill Folkets hus återfanns Göteborgs arbetarekommuns expedition och bibliotek samt Herman Lindholms bostad.
Albert & Herbert är en svensk TV-serie om en gammal skrothandlare och hans son, som båda bor i en träkåk på Skolgatan 15.